# 숀 마켓
숀 마켓(영어: Sean Marquette, 1988년 4월 28일 ~ )은 미국의 성우이다. 텍사스주 댈러스 태생. 애니메이션 《상상 속 친구들의 모험》의 주인공 맥 역과 게임 《얼티밋 스파이더맨》(2005)의 주인공 스파이더맨 역이 그의 대표작이다.

## 성우 출연작 목록

### 북미 애니메이션
- 상상 속 친구들의 모험(2004-09) - 맥

### 비디오 게임
| 연도 | 제목              | 영어 제목           | 배역                   | 비고 |
| ---- | ----------------- | ------------------- | ---------------------- | ---- |
| 2005 | 얼티밋 스파이더맨 | Ultimate Spider-Man | 스파이더맨 / 피터 파커 |      |
| 2006 | 킹덤 하츠 2       | Kingdom Hearts II   | 펜스                   |      |